# Zapora inżynieryjna

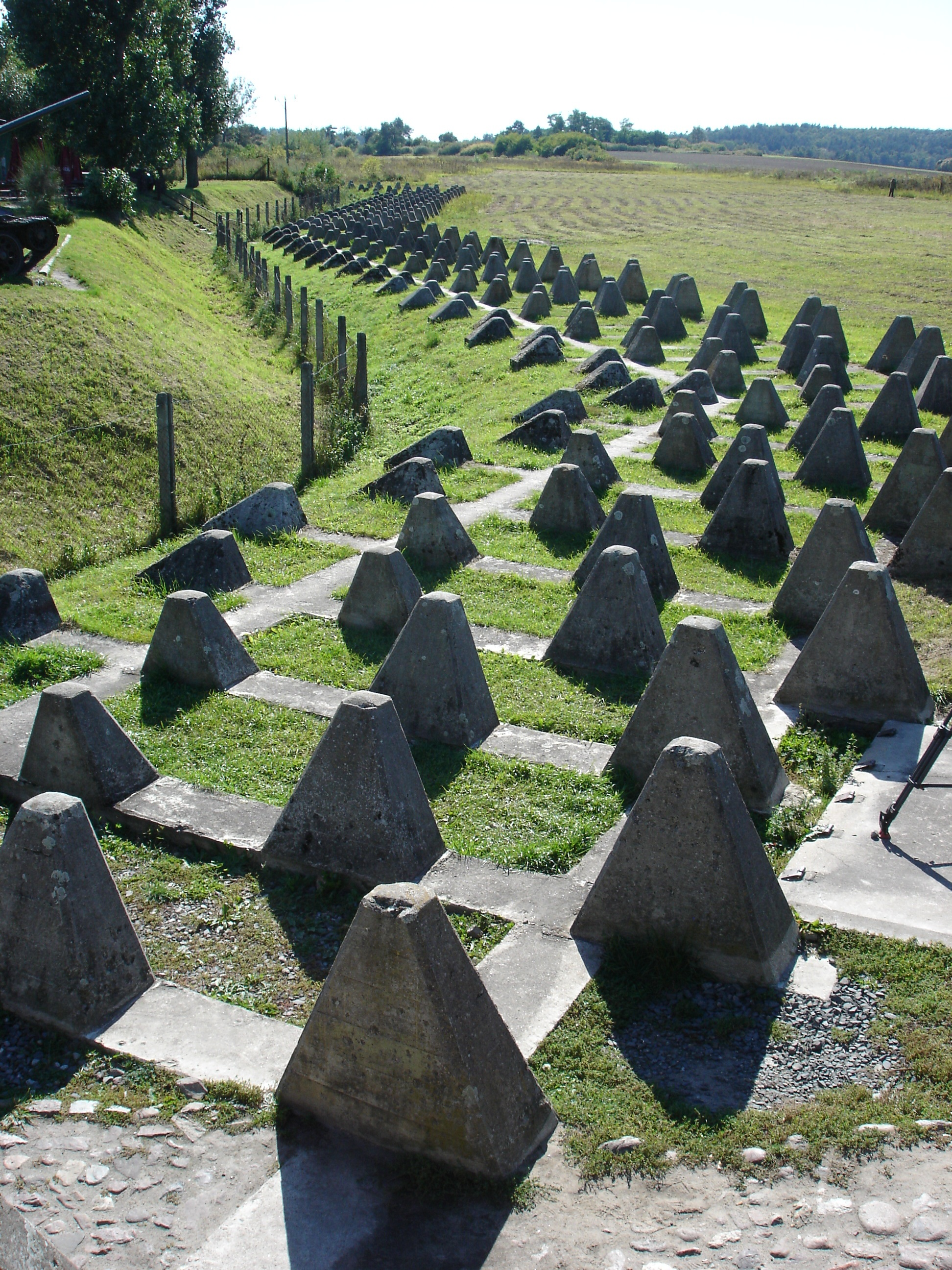
Zapora inżynieryjna

Zapora inżynieryjna – specjalne urządzenie wraz z polami minowymi ustawionymi na dogodnych kierunkach (w dogodnych rejonach) działania przeciwnika w celu zahamowania, powstrzymania i zadania strat jego wojskom. Zapory tego rodzaju są stosowane w ścisłym powiązaniu z naturalnymi przeszkodami i osłaniane ogniem.

## Charakterystyka
Zapory inżynieryjne to środki inżynieryjne, obiekty i niszczenia, zbudowane lub zbudowane lub wykonane w terenie w celu zadania nieprzyjacielowi bezpośrednich strat lub zatrzymania ruchu i utrudnienia manewru, umożliwiając zniszczenie jego wojsk i sprzętu bojowego za pomocą ognia oraz kontrataków wojsk własnych.
Nasycenie zaporami inżynieryjnymi to określany ułamkiem dziesiętnym) wskaźnik inżynieryjno-taktyczny wskaźnik wyrażający się matematyczną zależnością łącznej długości zapór inżynieryjnych w stosunku do szerokości pozycji obronnej i konkretnym wskaźnikiem czołgodostępności terenu. Standardem jest osiągnięcie w okresie przygotowania do obrony wskaźnika 0,8-1,0. 
Nasycenie zaporami minowymi winno wynosić:
- w pasie sił przesłaniania lub na pozycji przedniej: 0,25– 0,3
- w rejonie kluczowym obrony:  1,0–1,25
- poza rejonem kluczowym obrony:  0,8–1,0

## Podział zapór inżynieryjnych
- ze względu na przeznaczenie[6]:
  - zapora przeciwpancerna,
  - zapora przeciwpiechotna,
  - zapora przeciwtransportowa,
  - zapora przeciwdesantowa - służąca do powstrzymania desantu, może się składać z miny rzeczne i morskie, rozmaitego typu pali metalowych lub żelbetowych, zapór przeciwpiechotnych i przeciwpancernych
  - specjalnego przeznaczenia;
- ze względu na sposób wykonania i działania:
  - zapora minowa,
  - zapora fortyfikacyjna,
  - zapora elektryzowana.
- ze względu na oddziaływanie na przeciwnika[1]:
  - zapory wybuchowe
    - pola minowe,
    - grupy min,
    - pojedyncze miny
    - fugasy
    - ładunki materiału wybuchowego

  - zapory bierne
    - rowy przeciwczołgowe,
    - skarpy
    - przeciwskarpy,
    - zawały leśne,
    - palisady,
    - barykady
    - jeże,
    - zapory przeciwdesantowe na przeszkodach wodnych,

  - zapory kombinowane (stanowią połączenie zapór biernych z zaporami wybuchowymi)